# Confine tra Irlanda e Regno Unito
Il confine tra l'Irlanda e il Regno Unito, conosciuto anche come confine irlandese (in inglese chiamato anche Irish border, in gaelico irlandese Teorann na hÉireann), è la linea di confine nell'isola d'Irlanda che divide Irlanda e Irlanda del Nord (nazione costitutiva del Regno Unito).
Il confine terrestre è lungo 499 km ed è il 162º al mondo in ordine di lunghezza.
Ci sono 270 strade pubbliche che attraversano la frontiera.

## Storia
Una prima definizione del confine tra i due stati risale al 1921, quando il Parlamento del Regno Unito, concedendo l'autogoverno all'Irlanda tramite il Government of Ireland Act, decise che le sei contee del nord sarebbero rimaste britanniche e avrebbero formato l'Irlanda del Nord.

## Il confine
Il confine divide il Lough Foyle, poi passa nei pressi della foce del Foyle nel Lough Foyle e arriva poco lontano dalla periferia occidentale di Derry.
Il confine poi segue per una parte del corso il Foyle, arriva poco lontano dal Lough Derg e dall'Upper Lough Erne, poi per un piccolo tratto segue il fiume Erne, arriva al Lough Melvin e giunge al Lough Macnean Upper seguendo per metà del suo corso il fiume Arney.
Poi il confine torna sul Lower Lough Erne e sull'Erne.

Prosegue sullo spartiacque tra i fiumi Erne e Shannon per un breve tratto,  dopo il quale è fissato artificialmente fino al Carlingford Lough.

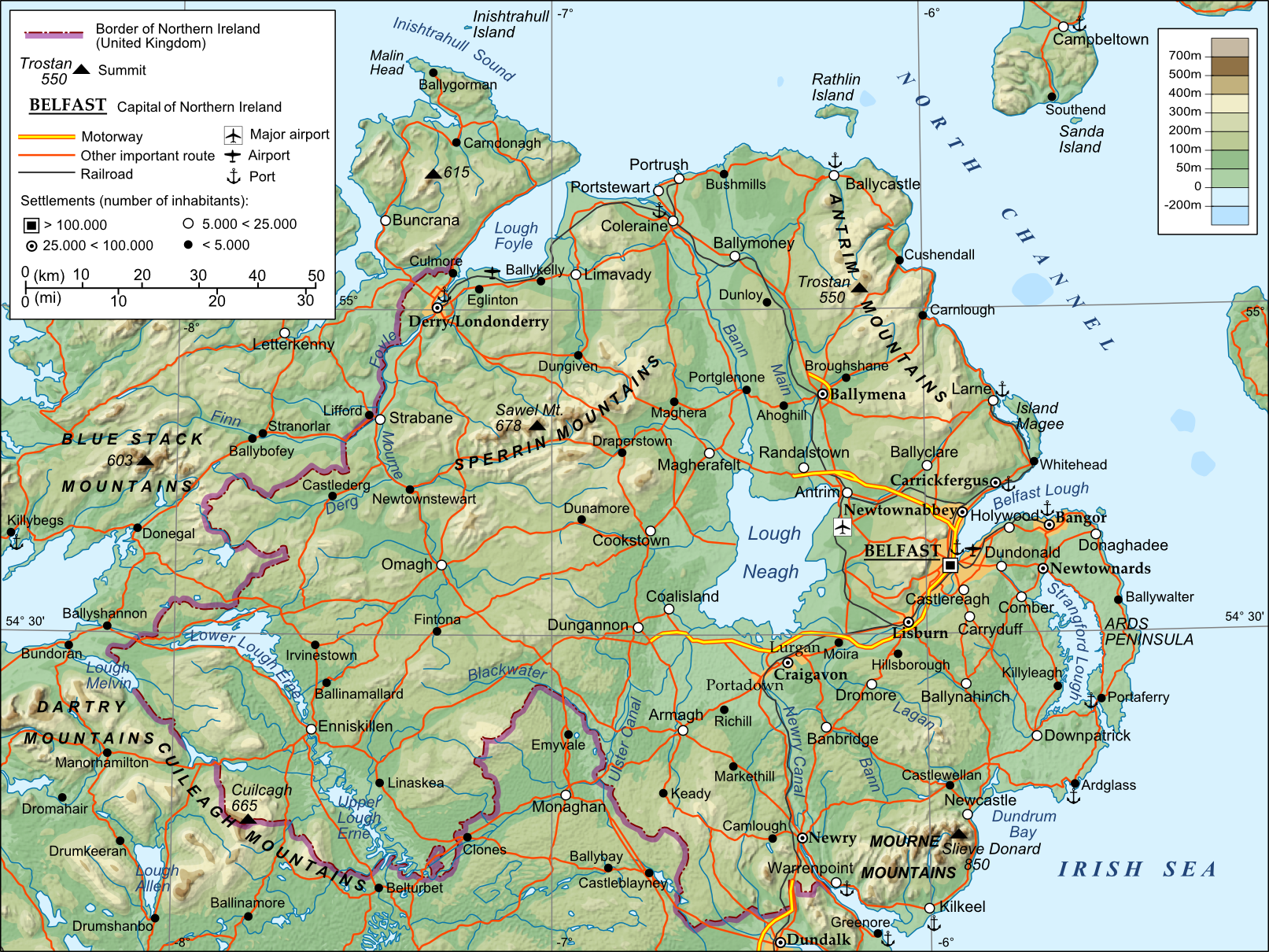
Mappa dell'Irlanda del Nord.

### Province e contee interessate
In Irlanda sono interessate dal confine con il Regno Unito le seguenti province e contee:
- Ulster
  - Donegal
  - Cavan
  - Monaghan
- Connacht
  - Leitrim
- Leinster
  - Louth

In Irlanda del Nord (Regno Unito) invece sono interessate le seguenti province e contee:
- Ulster
  - Londonderry/Derry
  - Tyrone
  - Fermanagh
  - Armagh

La contea di Donegal è collegata al resto della Repubblica d'Irlanda solo da un istmo territoriale di 9 km. Di conseguenza quindi rende più comodo attraversare l'Irlanda del Nord in alcuni viaggi tra Donegal ed altre parti della Repubblica d'Irlanda.

### Paesi al confine tra Regno Unito e Irlanda
I paesi sono ordinati da nord a sud.
| Paese o città       | Paese o città      | Strada      |
| ------------------- | ------------------ | ----------- |
| Culmore             | Muff               | A2 - R238   |
| Derry / Londonderry | Bridgend           | A6 - N13    |
| Derry / Londonderry | Newtown Cunningham | R237        |
| Derry / Londonderry | Carrigans          | A40 - R265  |
| Strabane            | Lifford            | A5 - N14    |
| Clady               | Castlefinn         | B85 - N15   |
| Killeter            | Gleneely           |             |
| Corgary             | Meenglass          |             |
| Blacktown           | Tievemore          |             |
| Tullyhommon         | Pettigo            | A23 - R233  |
| Letter              | Pettigo            | B136 - R233 |
| Belleek             | Ballyshannon       | A46 - N3    |
| Garrison            | Askill             |             |
| Garrison            | Rossinver          | B52 - R282  |
| Belcoo              | Blacklion          | A4 - N16    |
| Mullan              | Swanlinbar         | A32 - N87   |
| Aghalane            | Belturbet          | A509 - N3   |
| Wattlebridge        | Cloverhill         | A34 - N54   |
| Wattlebridge        | Clones             | A3 - N54    |
| Newtownbutler       | Clones             | A34 - N54   |
| Derrynawilt         | Clones             | B143        |
| Rosslea             | Clones             |             |
| Rosslea             | Smithborough       | B36 - R187  |
| Coonen              | Knocktallan        |             |
| Clogher             | Tedavnet           | B83 - R186  |
| Aughnacloy          | Emyvale            | A5 - N2     |
| Caledon             | Glaslough          | B45 - R185  |
| Middletown          | Tyholland          | A3 - N12    |
| Derrynoose          | Clontibret         |             |
| Keady               | Creaghnroe         | B32 - R181  |
| Newtownhamilton     | Drumacrib          | A25 - R182  |
| Cullaville          | Castleblayney      | A37 - N53   |
| Cullaville          | Capragh            | B30 - R179  |
| Clonalig            | Castletown         | A37 - N53   |
| Newtownhamilton     | Drumbilla          | A29 - R177  |
| Forkhill            | Drumbilla          |             |
| Forkhill            | Kilcurry           |             |
| Jonesborough        | Dundalk            |             |
| Newry               | Omeath             | B79 - R173  |

### Paesi divisi a metà dal confine
Tra di essi abbiamo:
- Belleek
- Pettigo

## Confine con l'Unione europea
Il Regno Unito ha deciso per l'uscita dall'Unione europea a seguito del risultato di un referendum tenutosi il 23 giugno 2016. Tale uscita è avvenuta nel 2020, rendendo di fatto confinanti le due Irlande attraverso un confine esterno dell'UE. Tuttavia, durante le trattative il governo irlandese, il Regno Unito, i rappresentanti dell'UE, hanno dichiarato di non desiderare un confine duro in Irlanda, tenendo conto delle "sensibilità" storiche e sociali che attraversano l'isola. Nel settembre 2016, il segretario di Stato britannico per l'uscita dall'Unione europea, David Davis, ha dichiarato che il governo britannico non avrebbe cercato un ritorno a un "hard border" tra il Regno Unito e la Repubblica d'Irlanda.
Entrambi i governi tentarono di dare la priorità alla protezione di un confine aperto tra la Repubblica e l'Irlanda del Nord e la conservazione dell'area di viaggio comune.
L'accordo ha infatti previsto che l'Irlanda del Nord rimanga all'interno del Mercato Comune Europeo, la cui frontiera risulta di fatto essere il mare fra isola d'Irlanda e isola di Gran Bretagna: a partire da gennaio 2021 le merci che transitano su tale braccio di mare hanno iniziato ad essere soggette a controlli doganali.
C'era timore che i negoziati della Brexit potessero anche trattare questo confine come parte della questione irlandese: Michel Barnier, il principale negoziatore dell'Unione europea, aveva indicato di guardare all'Irlanda per "soluzioni" alle minacce poste ai collegamenti commerciali dell'Irlanda, alla zona di viaggio comune e all'Accordo del venerdì santo.
Alcuni analisti ritenevano che la Brexit avrebbe potuto portare a un confine duro poiché l'Irlanda e l'Unione europea devono controllare la loro frontiera per evitare il contrabbando di merci, mentre il Regno Unito potrebbe avere la scelta tra non controllare il suo confine se l'IVA non viene applicata o controllata dal confine al fine di applicare un'eventuale IVA sulle merci importate. L'idea che l'Irlanda potesse fornire informazioni in UK relative alle merci esportate (come la Russia ha chiesto all'UE) non risultava probabile quando il Regno Unito fosse divenuto paese terzo.